# Temnothorax algiricus
Temnothorax algiricus is een mierensoort uit de onderfamilie van de Myrmicinae. De wetenschappelijke naam van de soort is voor het eerst geldig gepubliceerd in 1894 door Auguste Forel.

## Ondersoorten
- Temnothorax algiricus algiricus
- Temnothorax algiricus trabutii (Forel, 1894) (junior synoniem: Temnothorax lindbergi Cagniant & Espadaler, 1997)